# Battaglia di Camollia
(Salvestro, poeta satirico senese, 1554)
La battaglia di Camollia fu combattuta presso Porta Camollia, posta lungo le Mura di Siena, tra l'esercito della Repubblica di Siena e quelli congiunti della Repubblica di Firenze e dello Stato Pontificio il 25 luglio 1526.

## Contesto storico
Il 22 maggio 1526, preoccupati dalla supremazia della Spagna sulla penisola italiana, lo Stato Pontificio, la Repubblica di Venezia, il ducato di Milano e la Francia, firmarono a Cognac una alleanza che avesse funzioni antimperiali. Siena era governata dai Libertini, un partito ultra-democratico,  il cui esponente di maggior rilievo fu Mario Bandini Piccolomini. Si trattava di una fazione fortemente indipendentista, avversa ai noveschi, tradizionalmente filoimperiali ed in esilio a Roma, e a tutte le altre fazioni inclini ad accordi con le potenze straniere.
Siena si trovava al tempo circondata dalla casata Medici: a nord Alessandro de' Medici, Signore di Firenze de facto, ed ai confini meridionali il Papa, Clemente VII, Giulio de' Medici. Quest'ultimo, vero e proprio capo della famiglia, a causa della politica filospagnola dei governanti di Siena, sosteneva il ritorno al potere dei Noveschi. Clemente VII, costretto nelle sue ambizioni dalle contingenze storiche, ovvero la riforma protestante e il montante potere imperiale di Carlo V, cercò la rivincita per le sue ambizioni personali e di clan, tentando la conquista strategica della Repubblica di Siena, unico caposaldo imperiale isolato in centro Italia, con lo scopo di creare una grande area contigua sotto il controllo mediceo.
Venne deciso quindi l'attacco alla Repubblica di Siena, che non poteva contare su rinforzi, sebbene la potenza dell'impero fosse in ascesa, poiché era impegnata sul fronte interno, contro i luterani, e nella lotta contro gli Ottomani. L'attacco fu eseguito via terra, da un esercito congiunto papale-fiorentino, forte di 1 100 cavalieri e 9 000 fanti, e provvisto di moderne e costose artiglierie, le migliori in Italia. Sarebbe stata attaccata sia la città di Siena, il 25 luglio 1526, che messo l'assedio a Montalcino, mentre la flotta pontificia, guidata da Andrea Doria, avrebbe dovuto occupare i porti della Maremma Senese.

## L'antefatto
Presentendo l'arrivo della tempesta, il governo senese affidò una rischiosa missione di spionaggio al libertino Giovanni Palmieri. L'agente venne inviato in territorio pontificio con la falsa identità di esule e fuoriuscito novesco: una volta giunto alla Corte pontificia, chiese di essere ammesso alla presenza del Papa, conquistandone la fiducia grazie alla fornitura di - false - informazioni riguardo Siena, la Repubblica, i suoi esponenti e le sue difese. Essendo entrato facilmente nei favori di Clemente VII, anche grazie al forte desiderio di quest'ultimo di annientare Siena, riuscì a diventarne un protetto, carpirne numerose informazioni ed essere infine inviato nuovamente in Siena, insieme a due agenti pontifici, come spia papale sotto copertura. Una volta rientrato, il Palmieri fece rapporto alla Balìa, che incarcerò i due papisti e dette inizio ai preparativi militari per tentare di assorbire l'aggressione mediceo-pontificia ormai prossima.

## Forze in campo
La coalizione medicea dette il via all'invasione della Repubblica di Siena nel 1526. Le forze medicee conversero subito su Siena, accampandosi fuori Porta Camollia, situata nell'arco settentrionale delle mura di cinta. le fortificazioni senesi, ancora di stampo medievale, erano del tutto inadeguate a reggere l'urto delle artiglierie. Sebbene collocate in posizione elevata, le mura mancavano di terrapieni ed erano quasi assenti torri che permettessero il tiro di fiancheggiamento sulle cortine. Mai Siena era stata d'altronde assediata prima d'allora. La situazione a Montalcino era differente: là la Repubblica aveva approntato fortificazioni moderne ed imponenti, coprendo le antiche mura con terrapieni di terra, rivestiti di muratura, e intervallati da veri e propri bastioni. Lo Stato Pontificio schierò 600 cavalieri e 7 000 fanti comandati da Virginio degli Anguillara e coadiuvati da una potente artiglieria, mentre i fiorentini inviarono 500 cavalieri e 2 000 fanti capitanati da Roberto Pucci, più numerosi fuoriusciti senesi tra i quali il famoso Vannoccio Biringuccio, maestro di fusione e metallurgia.
I senesi, comandati da Giulio Colonna con capitani Giovanni Battista Palmieri e Giovanni Maria Pini, potevano mettere in campo soltanto 150 cavalieri, 6 compagnie di fanteria ed un'artiglieria modesta. Il bombardamento lasciò sgomenti i difensori: alcuni colpi percossero anche la Torre del Palazzo Pubblico, e le difese esistenti parevano non reggere. A Montalcino i bombardamenti furono concentrati su di un solo punto, un unico bastione, nel tentativo di penetrarne le difese.

## Svolgimento
Mentre il popolo senese, infiammato dal predicatore Brandano, rinnovava per l'ennesima volta nella sua storia l'offerta della città alla Vergine Maria, guarnigioni senesi disseminate nel territorio, specialmente quelle della fortezza di Monteriggioni, adottarono una tattica guerrigliera nei confronti dei fiorentini, colpendone le colonne militari con attacchi mordi e fuggi e sottraendone i reparti di vettovagliamento e logistica.
Durante l'assedio avvenne un tentativo di tradimento dall'interno: Lucio Aringhieri, cavaliere gerosolimitano e precettore della Chiesa di San Pietro alla Magione, tentò di far infiltrare i medicei attraverso un passaggio che, scavato attraverso le mura, sbucava in prossimità del pozzo esterno alla chiesa stessa. Il tradimento venne smascherato dal falegname che, incaricato dall'Aringhieri di costruire le scale in legno, si insospettì denunziando il fatto alla Balìa, che fece decapitare i colpevoli.
Tirandosi per le lunghe l'assedio, il comando militare senese prese l'iniziativa di effettuare una sortita. Durante la notte del 25 luglio, mentre una prima schiera si ammassava all'interno di Porta Camollia, insieme all'intero popolo senese in armi, una seconda schiera al comando di Alessandro Politi uscì dalla Porta di Fontebranda, attaccando nella valle di Pescaia i mercenari còrsi presi alla sprovvista e sopraffacendoli. I senesi risalirono quindi la valle lungo le mura dall'esterno, fino a Porta Camollia, e lì attesero il segnale convenuto - lo scampanio della campana grossa del Palazzo Pubblico - al che tutte le campane della città all'unisono chiamarono alle armi il popolo senese, gettando nello sgomento il campo fiorentino-mediceo, ancora semiaddormentato davanti alla furia del popolo, che caricava riversandosi fuori dalle mura e infliggendo numerose perdite al nemico.
Mentre il Conte Anguillara fuggì seminudo attraverso i campi, gli invasori atterriti lasciarono sul campo perfino i preziosi cannoni, permettendo ai senesi di farne bottino arricchendo il proprio arsenale. L'inseguimento continuò, fuori dalle mura, oltre Palazzo Diavoli, mentre gli assedianti continuarono a fuggire fino a Castellina in Chianti.
Come conseguenza della rottura dell'assedio di Siena, anche a Montalcino, dove si era tentato di fare breccia nelle mura con una mina al di sotto del bastione attaccato, il campo fu tolto.
La vittoria senese fu talmente sconcertante che Francesco Vettori, mediceo e consigliere di Clemente VII, ne scrisse sconvolto a Niccolò Machiavelli:
(Francesco Vettori, lettera a Niccolò Machiavelli, 5 agosto 1526)
Il risentimento per il coinvolgimento papale nella vicenda anti imperiale ha rinfocolato inoltre nelle milizie mercenarie tedesche l'odio che è sfociato nel Sacco di Roma.

## Opere celebrative
Nell'agosto 1531 il governo senese dà il via alla costruzione della Chiesa di San Giacomo e Sant'Anna, edificata appunto in onore dei santi Giacomo Maggiore e Anna, dei quali ricorreva la festa il giorno della vittoria di Porta Camollia.